# Brown ale
Brown ale è uno stile di birra prodotta con malto marrone (brown in inglese) o scuro. Dapprima fu utilizzata la dicitura brown beer, prevalentemente dai birrai di Londra nel tardo XVII secolo: usavano questo termine per descrivere i loro prodotti simili alla mild ale. Oggi le brown ale, seppur poco diffuse, sono prodotte in diverse regioni: prevalentemente in Inghilterra, Belgio e  USA. Le birre denominate in questa maniera comprendono ale dolci e a bassa gradazione alcolica come la Manns Original Brown Ale, birre ambrate dal sapore più carico e maggior amarezza come la celebre Newcastle Brown Ale e birre dal gusto di malto e luppolo come la Sierra Nevada Brown Ale.

## Storia
Birre scure e dal colore marrone esistono da centinaia di anni. Il nome "Brown Ale" fu usato sul mercato per la prima volta all'inizio del XX secolo in Inghilterra, all'epoca della diffusione delle prime birre in bottiglia. Negli USA le prime tracce di brown ale sono eredità di alcuni homebrewers che riadattarono alcuni stili del nord Inghilterra.

## Descrizione
Il colore può variare dall'ambrato scuro al marrone. Il sapore prevalente è quello di caramello e cioccolato, dovuti all'impiego di malto tostato. 
Le brown ale del nord-est dell'Inghilterra tendono ad essere forti e maltate, spesso il gusto ricorda la nocciola, mentre quelle delle regioni meridionali sono solitamente più scure, dolci e meno alcoliche. Dal Nord America provengono brown ale solitamente più asciutte delle controparti inglesi, con un accento leggermente agrumato; aroma, amarezza e corpo medio sono dovuti alle varietà americane di luppolo. Il sapore fruttato è provocato dagli esteri.